# Били Џин Кинг
Били Џин Мофит Кинг (енгл. Billie Jean Moffitt King; 22. новембар 1943, Лонг Бич, Калифорнија) бивша је америчка тенисерка, која је професионално играла тенис од 1968. до 1983. године. По часопису Тенис, Били Џин Кинг је једна од највећих тенисерки свих времена.
Освојила је дванаест гренд слем титула у појединачној, шеснаест у конкуренцији женских и једанаест у конкуренцији мешовитих парова. Освојила је рекордних двадесет вимблдонских титула (појединачно, женски и мешовити парови), исто колико и Мартина Навратилова.
Кингова је оснивач многих спортских организација као што су Женска спортска фондација и Светски тениски тим, али најзначајнија је свакако Женска тениска асоцијација (ВТА).

## Награде, почасти и похвале
- Маргарет Корт, аустралијска тенисерка рекла је за Кингову да је „највећи такмичар кога је икад срела“.[3]
- Крис Еверт, америчка тенисерка, за њу је рекла: „Она је најмудрије биће које сам ја упознала и има визију о каквој други могу само да сањају. Били Џин Кинг је мој ментор и даје ми савете и о мојој игри и о момцима. Помаже ми и саветује ме како да подижем своју децу, иако их и сама нема“.[4]
- Године 1967. часопис Associated Press прогласио ју је спортисткињом године.[5]
- Године 1972. освојила је награду часописа Sports Illustrated као спортиста године. Тако је прва тенисер(ка) и прва жена која је примила ову награду.[6]
- Године 1979. током Вимблдона, неколико врхунских тенисерки упитано је кога би изабрале да имају уза себе у мечу женских парова, да се игра трећи сет, и да је резултат 1–5 (15–40) на централном терену Вимблдона. Мартина Навратилова, Роузмери Казалс и Франсоаз Дир су изабрале Били Џин Кинг. Навратилова је рекла: „Изабрала бих Били Џин Кинг у њеној најбољој форми. У принципу, Крис (Еверт) је најтеже победити, али за једну велику прилику, један велики меч, један кључни поен волела бих да уз себе имам Били Џин“. Казалс је рекла: „Без обзира колико водите против ње, до самог краја нисте сигурни да сте победили“.[7]
- 1987. је ушла у ИТФ хол славних.[8]
- Часопис Life ју је 1990. именовао једном од "100 најважнијих Американаца 20. века“.[9]
- 2006. Женска спортска фондација почела је да додељује „Били награду“, која је добила име по овој славној тенисерки. Она је и додељује.
- 28. августа 2006. Национални тениски центар у Њујорк Ситију, где се одржава и гренд слем турнир Отворено првенство САД, добио је нови назив — УСТА Били Џин Кинг национални тениски центар. Током церемоније, говорници су били, између осталих, Џон Макенро, Винус Вилијамс и Крис Еверт. Ово је највећи спортски објекат који је добио име по једној жени.[10]

## Гренд слем финала

### Појединачно (18)

#### Победе (12)
| Година | Турнир                        | Противница у финалу | Резултат      |
| 1966   | Вимблдон                      | Марија Буено        | 6–3, 3–6, 6–1 |
| 1967   | Вимблдон (2)                  | Ен Хејдон Џоунс     | 6–3, 6–4      |
| 1967   | Отворено првенство САД        | Ен Хејдон Џоунс     | 11–9, 6–4     |
| 1968   | Отворено првенство Аустралије | Маргарет Корт       | 6–1, 6–2      |
| 1968   | Вимблдон (3)                  | Џуди Тегарт Далтон  | 9–7, 7–5      |
| 1971   | Отворено првенство САД (2)    | Розмари Казалс      | 6–4, 7–6      |
| 1972   | Отворено првенство Француске  | Ивон Гулагонг Коли  | 6–3, 6–3      |
| 1972   | Вимблдон (4)                  | Ивон Гулагонг Коли  | 6–3, 6–3      |
| 1972   | Отворено првенство САД (3)    | Кери Мелвил Рид     | 6–3, 7–5      |
| 1973   | Вимблдон (5)                  | Крис Еверт          | 6–0, 7–5      |
| 1974   | Отворено првенство САД (4)    | Ивон Гулагонг Коли  | 3–6, 6–3, 7–5 |
| 1975   | Вимблдон (6)                  | Ивон Гулагонг Коли  | 6–0, 6–1      |

#### Порази (6)
| Година | Турнир                        | Противница у финалу | Резултат      |
| 1963   | Вимблдон                      | Маргарет Корт       | 6–3, 6–4      |
| 1965   | Отворено првенство САД        | Маргарет Корт       | 8–6, 7–5      |
| 1968   | Отворено првенство САД        | Вирџинија Вејд      | 6–4, 6–2      |
| 1969   | Отворено првенство Аустралије | Маргарет Корт       | 6–4, 6–1      |
| 1969   | Вимблдон                      | Ен Хејдон Џоунс     | 3–6, 6–3, 6–2 |
| 1970   | Вимблдон                      | Маргарет Корт       | 14–12, 11–9   |

### Женски парови (29)

#### Победе (16)
| Година | Турнир                       | Партнерка           | Противница у финалу                       | Резултат       |
| 1961   | Вимблдон                     | Карен Ханце         | Џен Лиен О’Нил Маргарет Корт              | 6–3, 6–4       |
| 1962   | Вимблдон (2)                 | Карен Ханце         | Сандра Рејнолдс Прајс Рене Шурман Хајгарт | 5–7, 6–3, 7–5  |
| 1964   | Отворено првенство САД       | Карен Ханце         | Маргарет Корт Лесли Тарнер Боври          | 3–6, 6–2, 6–4  |
| 1965   | Вимблдон (3)                 | Марија Буено        | Франсоаз Дир Жанин Лифри                  | 6–2, 7–5       |
| 1967   | Вимблдон (4)                 | Розмари Казалс      | Марија Буено Ненси Ричи Гинтер            | 9–11, 6–4, 6–2 |
| 1967   | Отворено првенство САД (2)   | Розмари Казалс      | Мери Ен Ајзел Дона Флојд                  | 4–6, 6–3, 6–4  |
| 1968   | Вимблдон (5)                 | Розмари Казалс      | Франсоаз Дир Ен Хејдон Џоунс              | 3–6, 6–4, 7–5  |
| 1970   | Вимблдон (6)                 | Розмари Казалс      | Франсоаз Дир Вирџинија Вејд               | 6–2, 6–3       |
| 1971   | Вимблдон (7)                 | Розмари Казалс      | Маргарет Корт Ивон Гулагонг Коли          | 6–3, 6–2       |
| 1972   | Отворено првенство Француске | Бети Стов           | Вини Шоу Кристин Труман Џејнс             | 6–1, 6–2       |
| 1972   | Вимблдон (8)                 | Бети Стов           | Џуди Тегарт Далтон Франсоаз Дир           | 6–2, 4–6, 6–3  |
| 1973   | Вимблдон (9)                 | Розмари Казалс      | Франсоаз Дир Бети Стов                    | 6–1, 4–6, 7–5  |
| 1974   | Отворено првенство САД (3)   | Розмари Казалс      | Франсоаз Дир Бети Стов                    | 7–6, 6–7, 6–4  |
| 1978   | Отворено првенство САД (4)   | Мартина Навратилова | Кери Мелвил Рид Венди Тарнбул             | 7–6, 6–4       |
| 1979   | Вимблдон (10)                | Мартина Навратилова | Бети Стов Венди Тарнбул                   | 5–7, 6–3, 6–2  |
| 1980   | Отворено првенство САД (5)   | Мартина Навратилова | Пем Шрајвер Бети Стув                     | 7–6, 7–5       |

#### Порази (13)
| Година | Турнир                            | Партнерка           | Противница у финалу                     | Резултат      |
| 1962   | Отворено првенство САД            | Карен Ханце         | Марија Буено Дарлин Хард                | 4–6, 6–3, 6–2 |
| 1964   | Вимблдон                          | Карен Ханце         | Маргарет Корт Лесли Тарнер Боври        | 7–5, 6–2      |
| 1965   | Отворено првенство Аустралије     | Robyn Ebbern        | Маргарет Корт Лесли Тарнер Боври        | 1–6, 6–2, 6–3 |
| 1965   | Отворено првенство САД (2)        | Карен Ханце         | Керол Колдвел Гребнер Ненси Ричи Гинтер | 6–4, 6–4      |
| 1966   | Отворено првенство САД (3)        | Розмари Казалс      | Марија Буено Ненси Ричи Гинтер          | 6–3, 6–4      |
| 1968   | Отворено првенство Француске      | Розмари Казалс      | Франсоаз Дир Ен Хејдон Џоунс            | 7–5, 4–6, 6–4 |
| 1968   | Отворено првенство САД (4)        | Розмари Казалс      | Марија Гинтер Маргарет Корт             | 4–6, 9–7, 8–6 |
| 1969   | Отворено првенство Аустралије (2) | Розмари Казалс      | Маргарет Корт Лесли Тарнер Боври        | 6–4, 6–4      |
| 1970   | Отворено првенство Француске (2)  | Розмари Казалс      | Франсоаз Дир Гел Шериф Шанфру           | 6–1, 3–6, 6–3 |
| 1973   | Отворено првенство САД (5)        | Розмари Казалс      | Маргарет Корт Вирџинија Вејд            | 3–6, 6–3, 7–5 |
| 1975   | Отворено првенство САД (6)        | Розмари Казалс      | Маргарет Корт Вирџинија Вејд            | 7–5, 2–6, 7–6 |
| 1976   | Вимблдон (2)                      | Бети Стов           | Крис Еверт Мартина Навратилова          | 6–1, 3–6, 7–5 |
| 1979   | Отворено првенство САД (7)        | Мартина Навратилова | Бети Стов Венди Тарнбул                 | 7–5, 6–3      |

### Мешовити парови (18)

#### Победе (11)
| Година | Турнир                           | Партнер        | Противници у финалу          | Резултат        |
| 1967   | Отворено првенство Француске     | Овен Дејвидсон | Ен Хејдон Џоунс Ион Тириац   | 6–3, 6–1        |
| 1967   | Вимблдон                         | Овен Дејвидсон | Марија Буено Кен Флечер      | 7–5, 6–2        |
| 1967   | Отворено првенство САД           | Овен Дејвидсон | Розмари Казалс Стен Смит     | 6–3, 6–2        |
| 1968   | Отворено првенство Аустралије    | Дик Крили      | Маргарет Корт Allan Stone    | предат меч      |
| 1970   | Отворено првенство Француске (2) | Боб Хјуит      | Франсоаз Дир Жан Клод Баркли | 6–2, 6–4        |
| 1971   | Вимблдон (2)                     | Овен Дејвидсон | Маргарет Корт Марти Рајсен   | 3–6, 6–2, 15–13 |
| 1971   | Отворено првенство САД (2)       | Овен Дејвидсон | Роб Мод Бети Сотв            | 6–3, 7–5        |
| 1973   | Вимблдон (3)                     | Овен Дејвидсон | Џенет Њубери Раул Рамирез    | 6–3, 6–2        |
| 1973   | Отворено првенство САД (3)       | Овен Дејвидсон | Маргарет Корт Марти Рајсен   | 6–3, 3–6, 7–6   |
| 1974   | Вимблдон (4)                     | Овен Дејвидсон | Лесли Чарлс Марк Фарел       | 6–3, 9–7        |
| 1976   | Отворено првенство САД (4)       | Фил Дент       | Фру Мекмилан Бети Стов       | 3–6, 6–2, 7–5   |

#### Порази (7)
| Година | Турнир                       | Партнер          | Противници у финалу           | Резултат      |
| 1966   | Вимблдон                     | Денис Ралстоун   | Кен Флечер Маргарет Корт      | 4–6, 6–3, 6–3 |
| 1968   | Отворено првенство Француске | Овен Дејвидсон   | Франсоаз Дир Жан Клод Баркли  | 6–1, 6–4      |
| 1975   | Отворено првенство САД       | Фред Стол        | Розмари Казалс Ричард Стоктон | 6–3, 7–6      |
| 1977   | Отворено првенство САД (2)   | Витас Герулајтис | Фру Мекмилан Бети Стов        | 6–2, 3–6, 6–3 |
| 1978   | Вимблдон (2)                 | Реј Рафелс       | Фру Мекмилан Бети Стов        | 6–2, 6–2      |
| 1978   | Отворено првенство САД (3)   | Реј Рафелс       | Фру Мекмилан Бети Стов        | 6–3, 7–6      |
| 1983   | Вимблдон (3)                 | Стив Дентон      | Џон Лојд Венди Тарнбул        | 6–7, 7–6, 7–5 |

## Лични живот
Били Џин и Лари Кинг су били су верени у јесен 1964. године, а пар се венчао у Лонг Бичу, у Калифорнији, 17. септембра 1965. године. Брак се завршио 1987. године након што се Били Џин заљубила у своју тениску партнерку паровима Илaна Клос. До 1968. године, Били Џин је схватила да привлачи жене. Били Џин Кинг има пребивалишта у Њујорку и Чикагу са својом животном партнерком Клос.